# Francica
Francica é uma comuna italiana da região da Calábria, província de Vibo Valentia, com cerca de 1.660 habitantes. Estende-se por uma área de 22 km², tendo uma densidade populacional de 75 hab/km². Faz fronteira com Gerocarne, Mileto, San Costantino Calabro, San Gregorio d'Ippona, Stefanaconi, Vibo Valentia.

## Demografia
| Variação demográfica do município entre 1861 e 2011                               |
|                                                                                   |
| Fonte: Istituto Nazionale di Statistica (ISTAT) - Elaboração gráfica da Wikipedia |